# ایندی‌گو

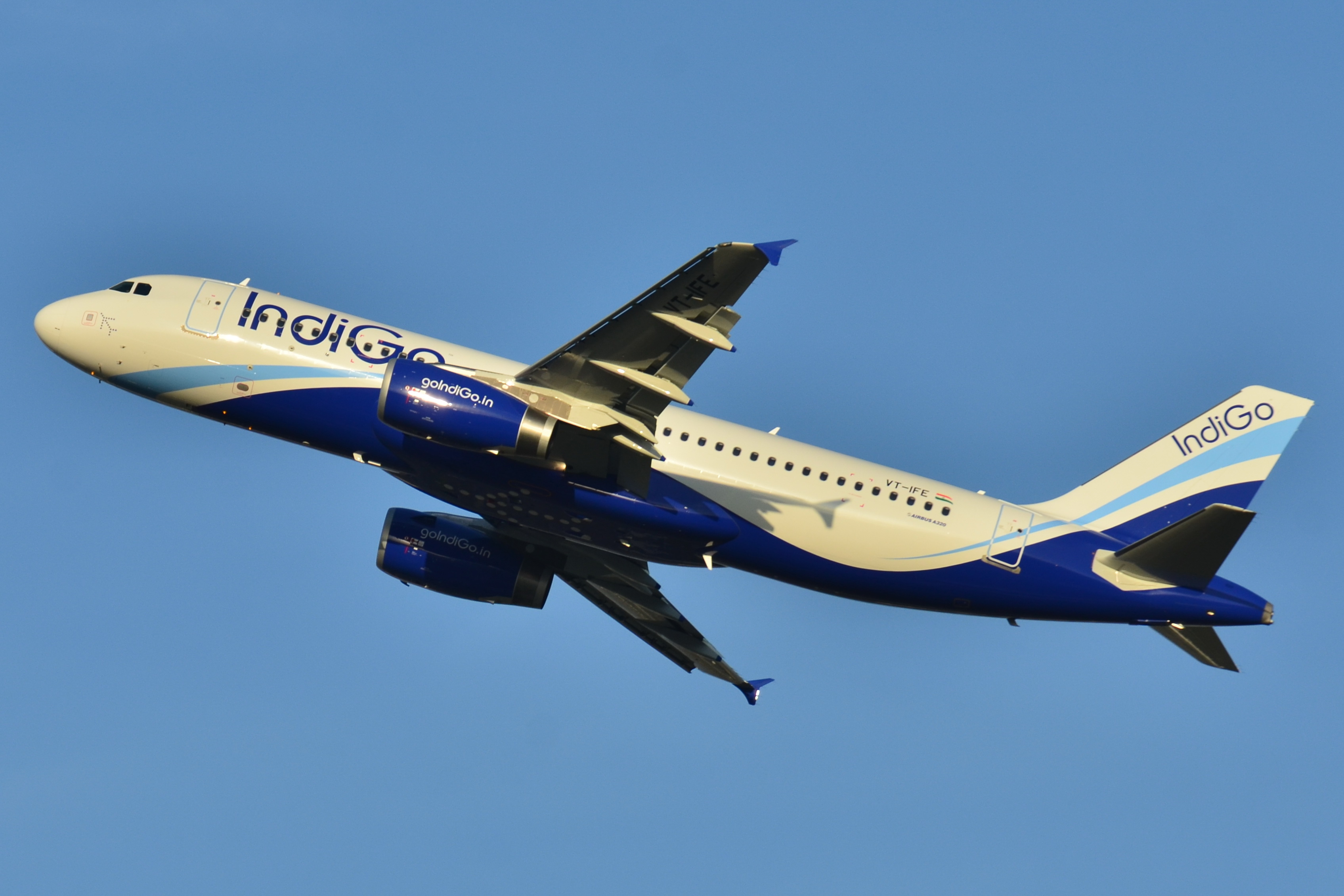
هواپیمای ایرباس ای۳۲۰ متعلق به ایندی‌گو

ایندی‌گو، (به انگلیسی: IndiGo) شرکت هواپیمایی ارزان‌قیمت هندی است، که در سال ۲۰۰۶ تأسیس شد و اکنون روزانه به ۳۶ مقصد پروازهای مستقیم دارد. این شرکت بزرگترین شرکت هواپیمایی هندی در امر ترابری مسافر به شمار می‌رود.
دفتر مرکزی شرکت ایندی‌گو در شهر گورگان، هند قرار دارد و فرودگاه بین‌المللی ایندیرا گاندی، فرودگاه بین‌المللی چاتراپاتی شیواجی و فرودگاه بین‌المللی نتاجی سوباش چاندرا بوز، قطب‌های این شرکت هواپیمایی به‌شمار می‌آیند.
شرکت ایندی‌گو در حال حاضر در ناوگان هوایی خود، دارای ۷۸ فروند هواپیمای جت مسافربری است، که تمامی آنها، از نوع خانواده ایرباس ای۳۲۰ می‌باشند.